# Conception (videojuego)
Conception es un videojuego de rol desarrollado por Spike. El juego fue lanzado exclusivamente para PlayStation Portable en Japón el 26 de abril de 2012. Un remaster del juego titulado Conception Plus: Ore no Kodomo o Undekure! está en desarrollo para la PlayStation 4. Un segundo juego de la serie, Concepción II: Hijos de las siete estrellas, se lanzó para PlayStation Vita y Nintendo 3DS en 2013 y 2014 en japonés e inglés, y luego se lanzó en Steam en 2016.

## Argumento
En el día de su graduación de la escuela secundaria, la prima de Itsuki, Mahiru, le dice que está embarazada. En ese momento, una puerta de luz emerge y transporta a los dos al mundo de Granvania. En esta tierra, las "Impurezas" han estado causando disturbios a las Estrellas, y en última instancia han sumido a Granvania en el caos y el desorden. Y Itsuki, ahora revelado como uno que está destinado a encontrarse con las "Doncellas Estelares", es visto como la última esperanza de Granvania y por lo tanto se le dio la tarea de producir "Niños Estelares" y combatir las "impurezas". Y a menos que la tarea esté completa, Itsuki nunca podrá regresar a casa.

## Secuela
Una secuela del juego, titulado Conception II: Children of the Seven Stars, fue puesto lanzado el 22 de agosto de 2013 para la Nintendo 3DS y PlayStation Vita, y 15 de agosto de 2016 en Steam.

## Adaptaciones

### Anime
El 4 de mayo de 2018, se anunció una serie de televisión de anime producida por Gonzo, que comenzó su emisión el 10 de octubre de 2018 en Sun TV, BS11 y Tokyo MX. La serie está dirigida por Keitaro Motonaga, con Yūko Kakihara en el guion, Masato Kōda en la composición de la música y Yōsuke Okuda adaptando los diseños de los personajes de Shinichiro Otsuka para la animación.
El tema de apertura es "Star light, Star bright" de Nano, y el tema final es "Desires" de Manami Numakura. Crunchyroll se está transmitiendo, mientras que Funimation ha licenciado el anime para un simuldub.

## Recepción
Famitsu calificó este juego de PSP con una puntuación de 35/40.